# ارگوکلسیفرول
ارگوکلسیفرول (به انگلیسی: Ergocalciferol) یک ترکیب شیمیایی با شناسه پاب‌کم ۵۲۸۰۷۹۳ است.
- ارگوکلسیفرول یک نوع ویتامین D است که عمدتاً با قرار گرفتن پوست در معرض نور آفتاب، ساخته می‌شود اما شما می‌توانید این ویتامین را از یک رژیم غذایی خاص نیز دریافت کنید. غذاهایی مانند ماهی‌های روغنی (مانند ساردین، شاه ماهی، سالمون و تن) و تخم مرغ حاوی ویتامین D هستند. این ترکیب به نام ویتامین D² هم شناخته می شود .